# 聖路易斯藍調
聖路易斯藍調隊（Saint Louis Blues）是位於美國聖路易斯的國家冰球聯盟隊伍，隸屬於西大區中央分區。
1979-1980賽季至2003-2004賽季，聖路易斯藍調隊連續25年打進季後賽，是北美四大職業運動中第二長的記錄。
2019年6月，聖路易斯藍調隊擊敗了波士頓棕熊隊，獲得首個史丹利盃。